# بطم عدسي
بطم عدسي (الاسم العلمي: Pistacia lentiscus) هي شُجيرة تتبع جنس البطم من الفصيلة البطمية تنمو في مناطق حوض البحر الأبيض المتوسط، ذات ثمار حمراء ثم سوداء.

## التسمية
تختلف تسمية هذا النبات حسب المناطق، مثل بطم أو بطوم أو البطم العدسي أو فستق شرقي أو البطم الشرقي أو البطم المستكي أو القضوم والضرو في المغرب العربي. يسمى أيضا المَصطَكى أو المُصطَكى أو المستكة أو المُصطَكاء أو شجر المستكي  وكلمة ماستيك (أو مستكة) مشتقة من الفعل اليوناني «ماستيخين» «يصطك أسنانه»، ومنه جاء الفعل في الإنگليزية: «masticate» أو «ماسين» وهي «يمضغ».

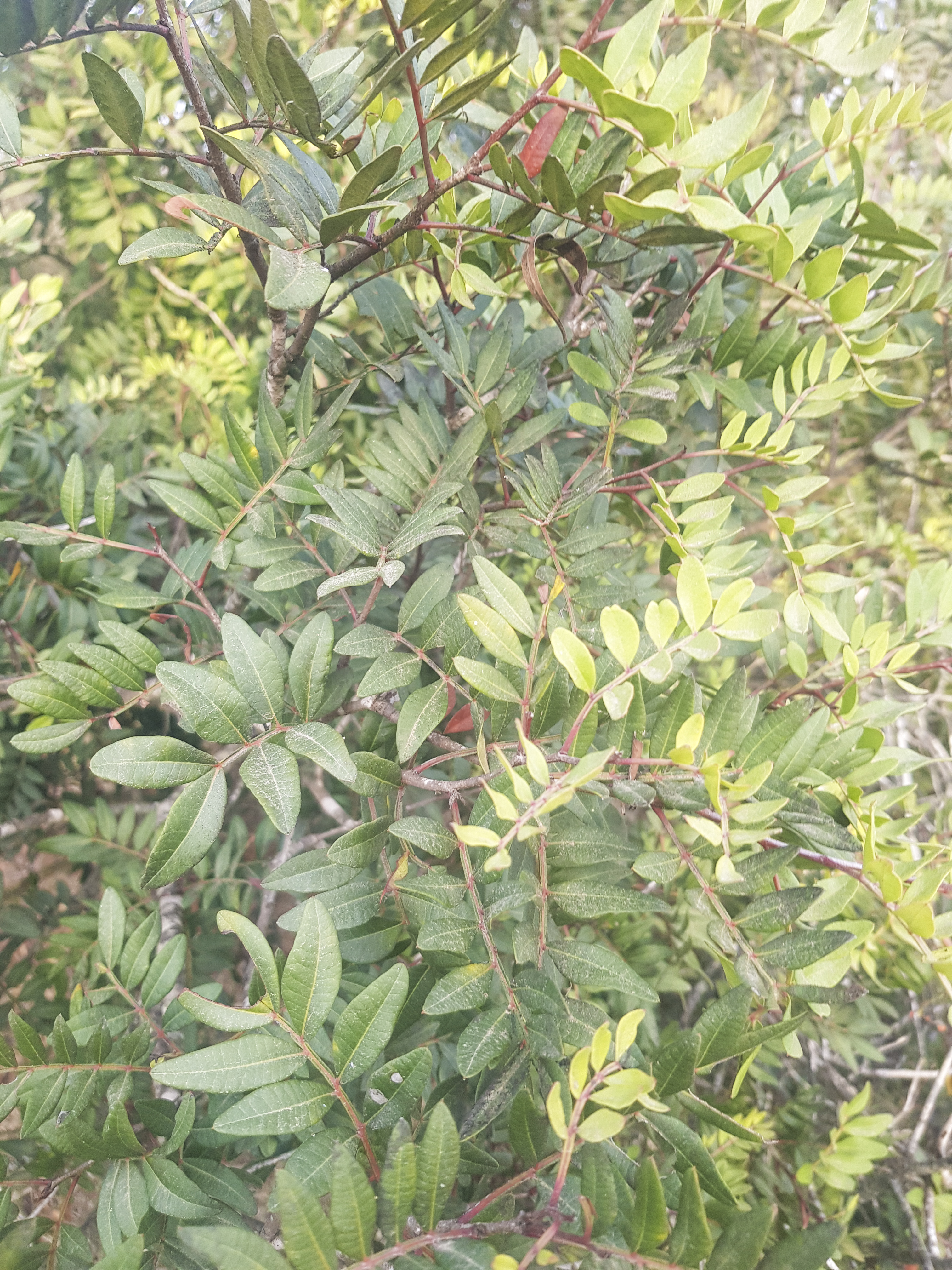
أوراق البطم العدسي من المغرب.

## الوصف
النبات عبارة عن أكمة صغيرة دائمة الخضرة ثنائية المسكن (بالإنجليزية: Dioecious)‏، من جنس البطم (الذي يضم الفستق أيضًا). النبات محب للحرارة يبلغ ارتفاعه من مترين إلى ستة أمتار. أوراقها مركبة. [بحاجة لمصدر]

## التوزيع
ينتشر هذا النبات في حوض البحر المتوسط، وهو موطنه الأصلي، من المغرب وشبه جزيرة إيبيريا وجزر الكناري غرباً، عبر جنوب فرنسا وتركيا، حتى العراق وإيران شرقاً مرورا ببلاد الشام. كما تزرع بشكل كبير في جزيرة خيوس اليونانية. يفضل هذا النبات المناطق المنخفضة المحصورة ما بين مستوى سطح البحر حتى ارتفاع 300م. ويتواجد في الطوابق البيومناخية نصف الجافة وشبه الرطبة والرطبة الحارة المعتدلة، وتنمو النبتة في أنواع مختلفة من التربة. النبات مقاوم للملوحة، وهو من المكونات الرئيسية للغابات المختلطة في النطاق المتوسطي. يتعرض هذا النبات للتدهور بسبب الرعي الجائر والحطب والحرائق في المنطقة المتوسطية. [بحاجة لمصدر]

## الاستعمال

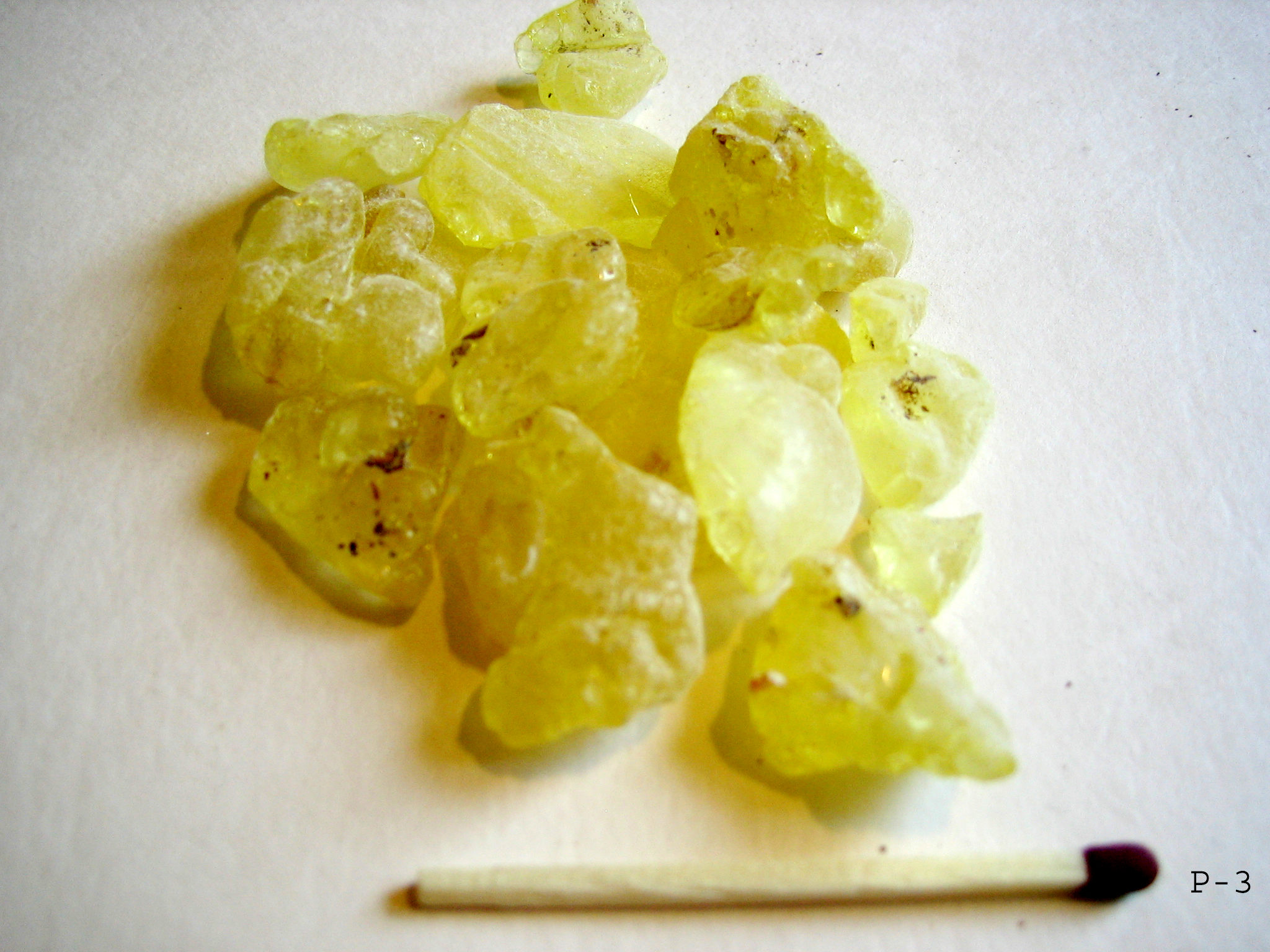
المصطكى

يستعمل لاستخراج صمغ الراتنج الذي يدعى المصطكاء وحبوب المسكة وأضراس المسكة والضرو والكملكام. كما أن خشبه قاسٍ وثقيل يصلح لأعمال النجارة، كما له استعمالات طبية. 

## معرض الصور

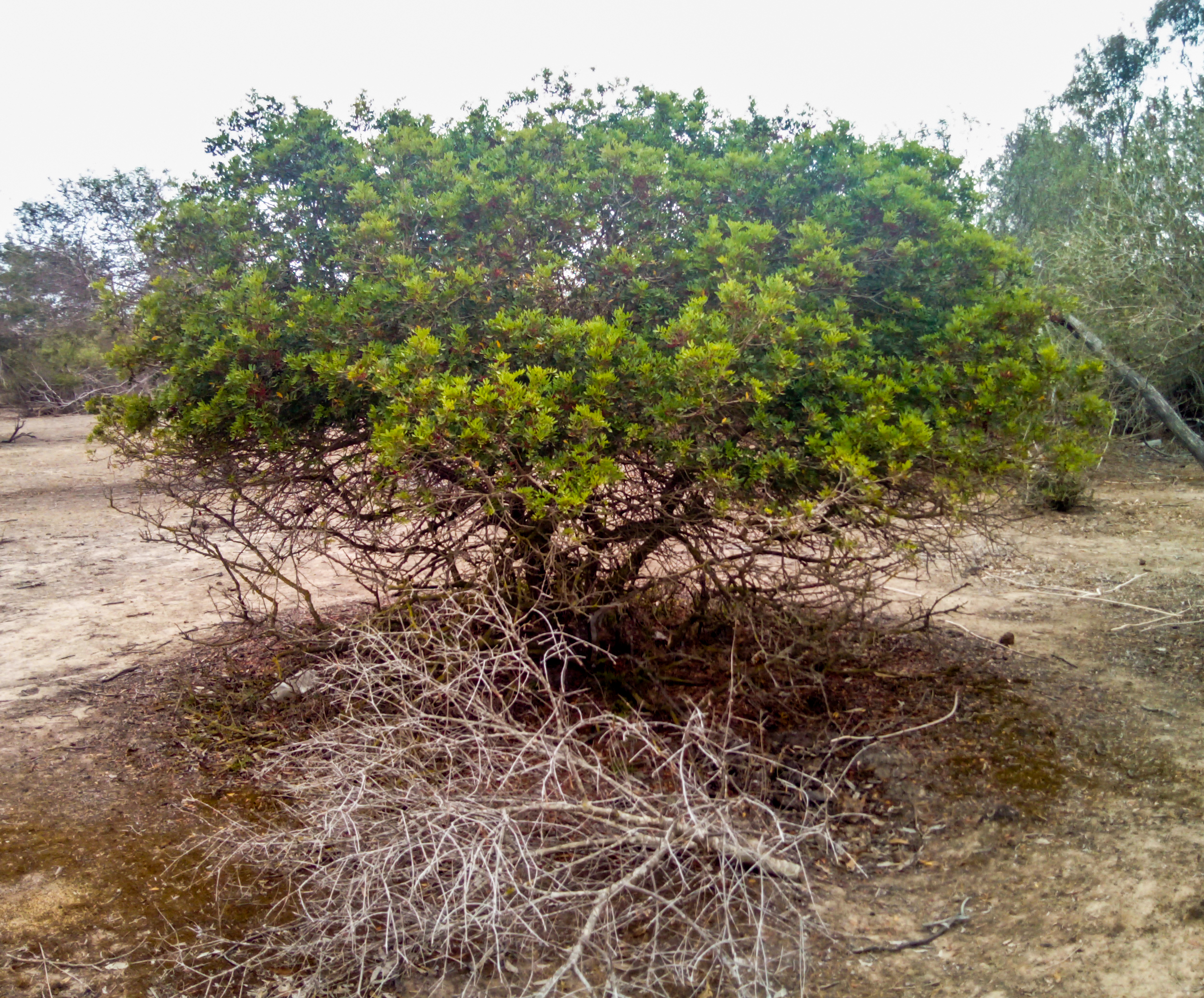
شجرة بطم عدسي من غابة بوزنيقة بالمغرب